# Aseität
Unter Aseität (von lat. a se, von sich, aus sich selbst; aseitas) versteht man das Aus-sich-Sein, das Von-sich-selbst-sein, also etwas, das sein Sein nicht von anderswoher empfangen hat.
Der Ausdruck hat je nach philosophischem Kontext verschiedene Bedeutung.

## Scholastik
Die Scholastik bezeichnete das Sein Gottes als ens a se, Sein aus sich (Aseität), d. h. unbedingtes, notwendiges Sein im Gegensatz zum bedingten, kontingenten, geschaffenen Sein.
Die Aseität komme ausschließlich Gott zu, da nur dieser absolut sei und sein Sein nicht einem anderen verdanke, wie nach der Auffassung der Scholastik der Kontingenzbeweis im Rahmen der Natürlichen Theologie darlegt. In der scholastischen Theologie ist damit also die absolute Unabhängigkeit Gottes, vermöge deren er den Grund seiner Existenz lediglich in sich selbst hat, gemeint.

## Sonstige Bedeutungen
Die Aseität kommt zu
- bei Baruch de Spinoza der Substanz;
- bei Arthur Schopenhauer dem Willen;
- bei Eduard von Hartmann dem Unbewussten.[3]